# Bowling Green (stacja metra)
Bowling Green – stacja metra nowojorskiego, na linii 4 i 5. Znajduje się w dzielnicy Manhattan, w Nowym Jorku i zlokalizowana jest pomiędzy stacjami Wall Street i Borough Hall. Została otwarta 10 lipca 1905.